# Plecia amplitergum
Plecia amplitergum är en tvåvingeart som beskrevs av Hardy 1967. Plecia amplitergum ingår i släktet Plecia och familjen hårmyggor.
Artens utbredningsområde är Nepal. Inga underarter finns listade i Catalogue of Life.